# زینتی اکمانیس
زینتی اکمانیس (انگلیسی: Zintis Ekmanis؛ زادهٔ ۱۷ مهٔ ۱۹۵۸) ورزشکار دو و میدانی اهل لتونی است.